# Micrutalis
Micrutalis (лат.) — род равнокрылых насекомых из семейства горбаток (Membracidae). Неотропика и Неарктика. Длина 3—6 мм. Голова и пронотум мелко и тонко пунктированы, гладкие и блестящие. Пронотум простой, без боковых и спинных выступов и шипов; задний выступ лишь слегка может покрывать передние крылья. Жилка R 2+3 в передних крыльях представлена только как маргинальная жилка; в задних крыльях жилка R 2+3 редуцирована или отсутствует; развита поперечная жилка r-m. Эдеагус простой, субцилиндрической формы, микрозубчатый дорзоапикально, с угловатым выступом в базальной части.

## Систематика
Около 30 видов:
- Micrutalis apicalis
- Micrutalis atrovena
- Micrutalis balteata
- Micrutalis bella
- Micrutalis binaria typus
- Micrutalis callangensis
- Micrutalis calva
- Micrutalis chapadensis
- Micrutalis discalis
- Micrutalis dorsalis
- Micrutalis ephippium
- Micrutalis flava
- Micrutalis geniculata
- Micrutalis godfreyi
- Micrutalis incerta
- Micrutalis lata
- Micrutalis lugubrina
- Micrutalis malleifera
- Micrutalis melanogramma
- Micrutalis nigrolineata
- Micrutalis nigromarginata
- Micrutalis notatipennis
- Micrutalis occidentalis
- Micrutalis pallens
- Micrutalis parva
- Micrutalis plagiata
- Micrutalis punctifera
- Micrutalis stipulipennis
- Micrutalis tartaredoides
- Micrutalis tau
- Micrutalis tripunctata
- Micrutalis zeteki